# Comunità territoriale di Bereza
La Comunità territoriale rurale di Bereza (in ucraino Березівська сільська громада?) è una hromada ucraina, situata nel distretto di Šostka e nell'oblast' di Sumy. Il suo centro amministrativo è il villaggio di Bereza.
L'area della comunità è di 465,1 km², e la popolazione è di 5 281 abitanti (dato del 2018).

## Suddivisioni
Oltre al capoluogo Bereza e all'insediamento rurale di Esman', nella comunità sono presenti i seguenti villaggi:
- Dolyna
- Horile
- Huta
- Ivaščenkove
- Janiv Chutir
- Janivka
- Kločkivka
- Kryvenkove
- Kuškyne
- Masenzivka
- Narbutivka
- Obložky
- Odradne
- Popivščyna
- Šakutivščyna
- Ševčenkove
- Slout
- Žalkivščyna
- Zemljanka